# Барбет

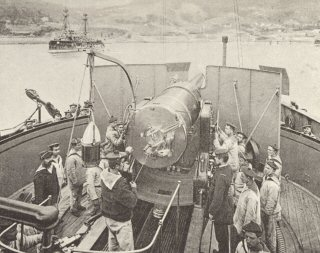
Броневой бруствер и барбет на французском броненосце «Редутабль» (1876).

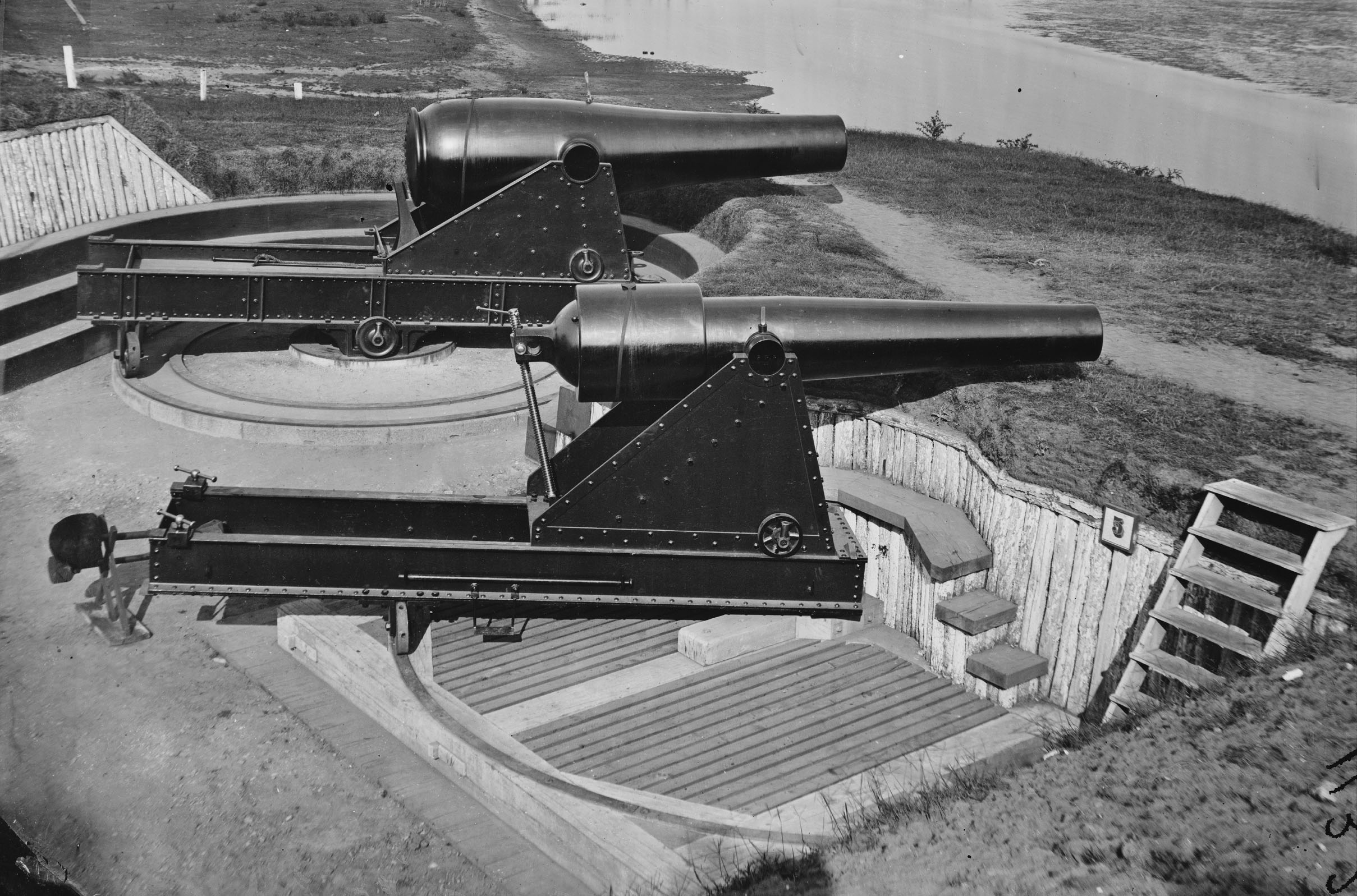
Крепостной барбет для орудийной батареи.

Барбе́т (фр. barbette), или банк (нем. geschützbank — «орудийный банк»), — в военном деле многозначное понятие:
- насыпная площадка, прикрытая бруствером, для размещения орудий и пулемётов; как понятие исчезло из употребления после русско-японской войны[2].
- выступ на борту корабля для удобного обслуживания расположенных возле него артиллерийских орудий[2].
- неподвижная опора, на которой вращается орудийная корабельная башня вместе с бронированной защитой её подбашенного отсека[2], цилиндрический бронированный «стакан», который служил основанием для вращающейся части артиллерийской башни и защищал подпалубную часть башни от попадания артиллерийских снарядов.

Название происходит от французской фразы en barbette, обозначающей стрельбу из полевого орудия поверх парапета (защитной стены, бруствера), а не через амбразуру. Барбет даёт лучшие горизонтальные углы для стрельбы, но меньшую защиту, чем амбразура.

## На суше

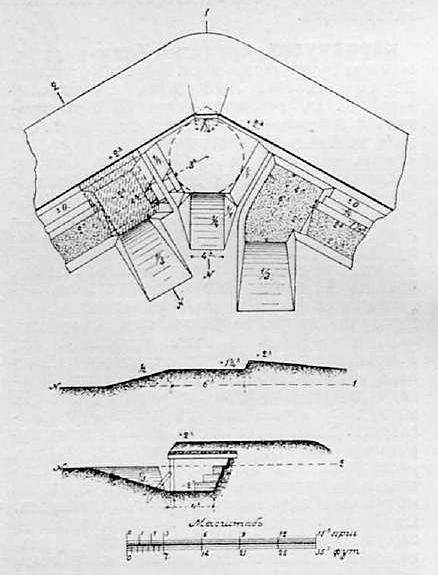
Фото из «ВЭС».

Барбет — насыпная или оставленная площадка под артиллерийское орудие и пулемёт на внутренней стороне бруствера, то есть за бруствером укреплений, стреляющих через банк, то есть поверх бруствера; как понятие исчезло из употребления после русско-японской войны. Показан на иллюстрации к статье «Барбет», в Военной энциклопедии Сытина (ВЭС), Санкт-Петербург, 1911—1915 годов. Высота барбета, при сооружении укреплений инженерными войсками (подразделениями) должна быть такова, чтобы дуло орудия или станкового пулемёта, было на ½ фута выше гребня бруствера. Часть бруствера между его гребнем и поверхностью барбета назывался стулом барбета. Артиллерийское орудие ввозится на барбет расчётом по аппарелям и устанавливается по настланным на нём специальным платформам. Высота барбета зависит от высоты бруствера, конструкции лафетов и способа установки артиллерийского орудия.
Ещё ранее на Руси (в России) такая площадка (помост) называлась Раскат (Роскат).

## На море

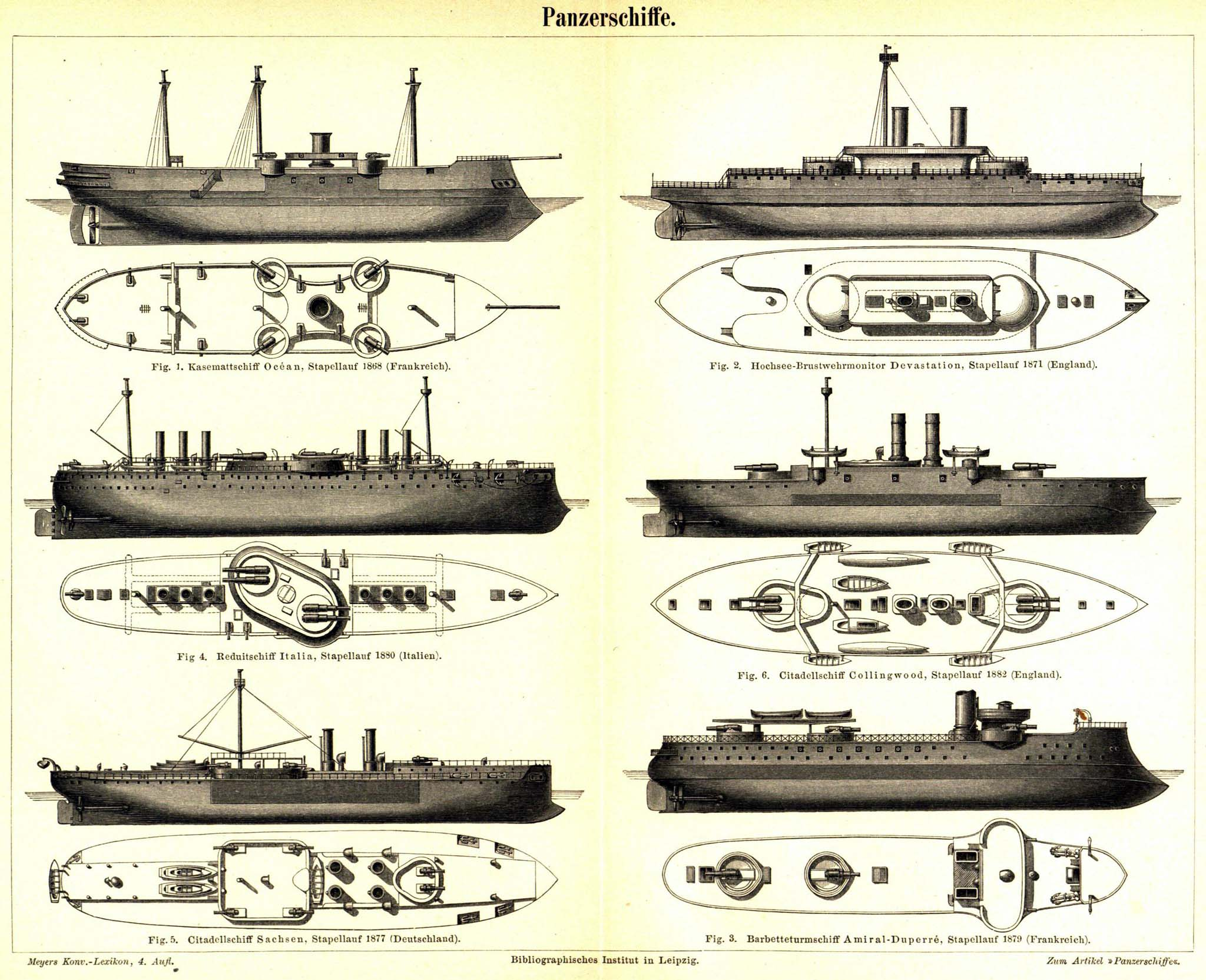
Панцирные суда, 1880-х годов, с различным размещением основного вооружения и бронирования.

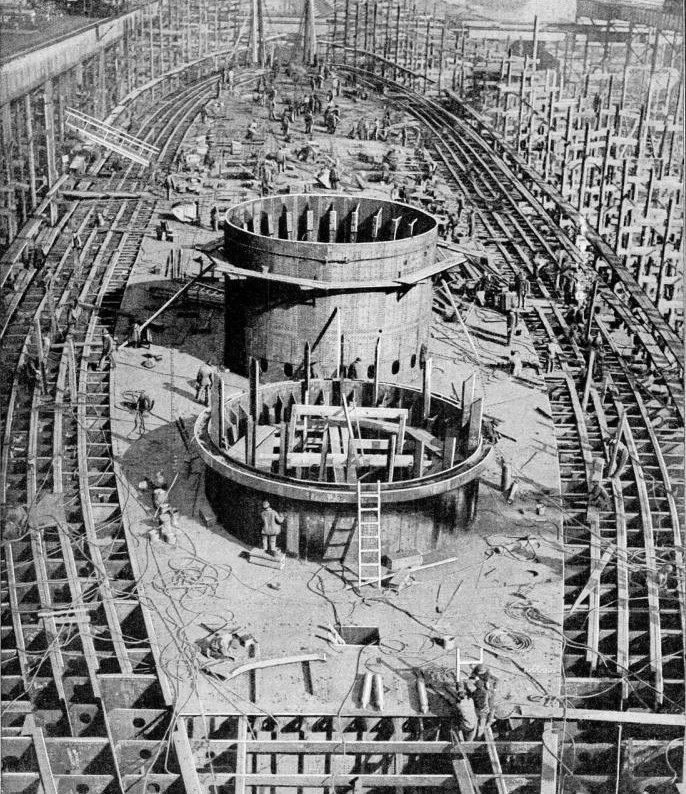
Постройка панцирного судна, в 1917 году, видны два барбета без установленных орудий.

Барбет — на корабле (судне) неподвижная открытая платформа для размещения вращающейся орудийной установки, как правило, с броневым прикрытием.
Перед появлением полностью закрытых бронированных орудийных башен, барбет был неподвижным бронированным прикрытием, защищающим подпалубные помещения и служащим для установки орудия с механизмами его наводки, как в крепостях. Барбет мог иметь форму кольца из брони под орудием (которое также могло быть оборудовано защитным щитом), перед барбетом позднее размещали броневой бруствер поверх которого оно стреляло.

### Появление барбета
На казематных броненосцах из 7—8 орудий крупного калибра на борт могли стрелять от силы 2—3. [почему?] Орудия значительно увеличили свою мощь с XVI века, когда орудия располагались по бортам в орудийных палубах (каземат — исторический преемник этой системы расположения). Увеличенный калибр (вкупе с другими улучшениями) означает увеличение импульса системы орудие-снаряд, то есть усиление отдачи. Залп нескольких тяжёлых орудий с казематов одного борта мог чрезмерно раскачать корабль. Необходимо было менять схему расположения корабельной артиллерии.
Англичане от батарей и казематов перешли к орудийным башням, в то время как французы избрали другое техническое решение, введя бронированный бруствер и барбет. За толстым броневым кольцом открыто устанавливалось орудие на барбете, обычно в процессе заряжания находившееся ниже верхней кромки бруствера и поднимаемое над ним только непосредственно перед выстрелом. Такие установки были легче башенных и давали надёжную защиту для механизмов наводки, которые располагались внутри кольца брони. По мере возрастания калибра пушек и толщины брони стали обнаруживаться скрытые вначале недостатки бронебашен. Слишком большой вес всего вращающегося устройства требовал мощных приводов и механизмов, огромные моменты инерции вызывали проблемы с горизонтальной наводкой — вращение башни должно было быть одновременно плавным и быстрым. Кроме того, конструкторы вначале не могли поместить центр тяжести на оси вращения установки. В результате тяжёлые неуравновешенные башни непредсказуемым образом вращались после выстрелов, а при повороте на борт придавали заметный крен самому кораблю, возраставший по мере увеличения длины стволов орудий.
С другой стороны, рост калибра главного оружия броненосцев привёл к уменьшению количества больших пушек и падению их скорострельности. На кораблях обычно устанавливалось от двух до четырёх орудий-монстров, каждое из которых давало один выстрел в пять — десять минут. Поэтому отпадал резон в сильном бронировании самой пушки: её ствол и казённая часть представляли собой слишком небольшую цель на фоне борта и надстроек, и прямое попадание в неё становилось совершенной редкостью. В результате пришло неожиданное техническое решение — башня на некоторое время оказалась практически вытесненной барбетной установкой с башенным бруствером. При этом резко снижалась масса вращающейся части и устранялось большинство тогдашних недостатков бронебашни.

#### Франция

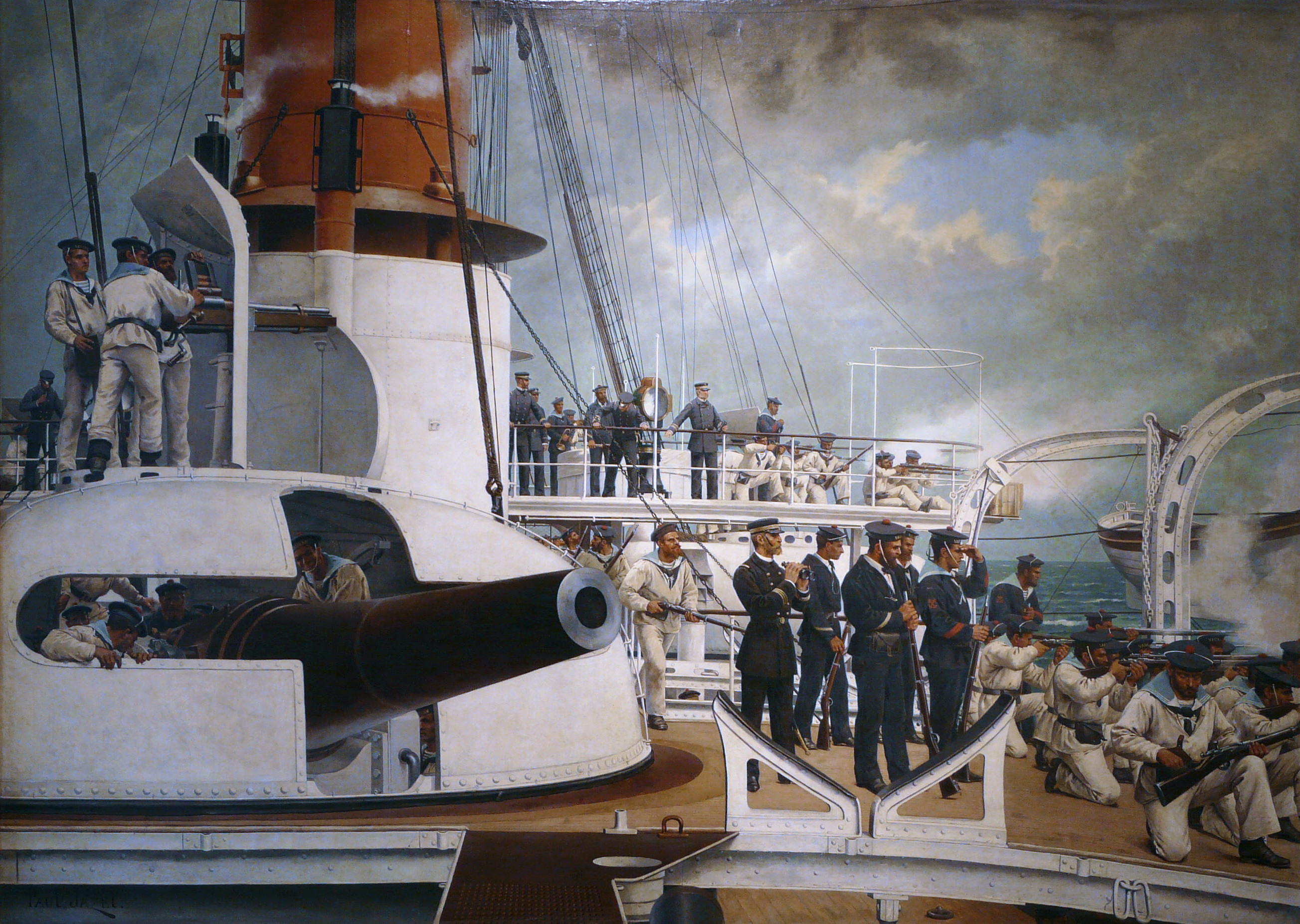
240-мм барбетная артиллерийская установка французского броненосца «Вобан». Худ. Поль-Леон Жаке

Уже в первом французском океанском барбетном броненосце «Амираль Дюпрэ» проявились все характерные черты этой ветви линейных кораблей. 

#### Россия
Не осталась в стороне от увлечения барбетными кораблями и Россия. 1880-е годы стали периодом возрождения русского флота, и русские кораблестроители внимательно присматривались ко всем зарубежным новшествам, пытаясь (и не без успеха) перенять положительные черты любой идеи.
Когда в 1882 году встал вопрос о постройке первого эскадренного броненосца для Чёрного моря, в качестве его прототипа рассматривались и британский «Аякс», и французский «Кайман», и русский «Пётр Великий», но в итоге получился совершенно оригинальный проект высокобортного корабля с треугольным расположением шести 12-дюймовых орудий в спаренных барбетных установках.
По удачному проекту с небольшими промежутками во времени заложили сразу 4 корабля: («Екатерина II», «Чесма», «Синоп», «Георгий Победоносец»).
Главные различия между ними состояли как раз в устройстве барбетных установок. На «Екатерине» орудия выдвигались над кромкой брони только на момент наведения и выстрела. На «Чесме» и «Синопе» выдвижение пушек уже не предусматривалось, но сами установки оставались открытыми, а на «Георгии Победоносце» применили башенноподобное прикрытие барбетов с наклонной лобовой плитой, хотя толщина его оставалась незначительной и предохраняла только от осколков, пуль и мелких снарядов.

#### Великобритания
Первыми ввели барбет французы; за ними быстро последовали кораблестроители других стран, в том числе Великобритании. Впрочем, увлечение барбетными кораблями в Англии прошло быстро — построено лишь шесть однотипных кораблей (Коллингвуд, Хау, Родни, Энсон, Кампердаун, Бенбоу).
Англичане внесли свою специфику и в конструкцию самого барбета. Вместо традиционного французского кольца он принял своеобразную вытянутую форму, напоминая при виде сверху разрезанную пополам грушу, в «хвосте» которой помещались зарядные устройства, туда же по защищённой 305-мм бронёй подачной трубе поступал боезапас. Для заряжания орудия разворачивались в диаметральную плоскость, казённой частью к «хвосту» барбета; им придавался максимальный угол возвышения, а затем снаряд и заряд последовательно загонялись гидравлическим прибойником в камору орудия. Другие гидравлические приводы обеспечивали вращение центральной платформы с орудиями и возвышение пушек. Все это сложное хозяйство обслуживалось собственными паровыми машинами и не только почти полностью исключало ручной труд, но и функционировало довольно надёжно. На рекламной фотографии тех лет изображён мальчик явно дошкольного возраста, наводящий гигантскую пушку вращением небольшого маховика. Но скорострельность такой установки оставалась крайне низкой: тяжеленное орудие медленно разворачивалось в диаметральную плоскость, заряжалось и столь же неторопливо наводилось в направлении противника. На такой цикл уходило не менее 4-5 минут, а в боевых условиях — вдвое больше.

#### Австро-Венгрия
Мода на барбетные броненосцы оказала влияние и на флоты государств, следовавших, казалось бы, своим оригинальным путём в кораблестроении. Её жертвой стала и Австро-Венгрия, заложившая в 1885 году почти одновременно два корабля — «Кронпринц Эрцгерцог Рудольф» и «Кронпринцесса Эрцгерцогиня Стефания».

#### Испания
В 1884 году Испания заказала верфи Ла-Сен почти точную копию «Марсо», но уменьшенных размеров. Броненосец был назван «Пелайо» и прослужил на флоте свыше 30 лет.

## Современность
Начиная с эпохи броненосцев барбетом стали называть неподвижный броневой барабан (стакан) ниже вращающейся орудийной платформы, и выше броневой палубы. Он образовывал защиту вокруг верхнего конца податчика снарядов и зарядов из оружейного погреба.

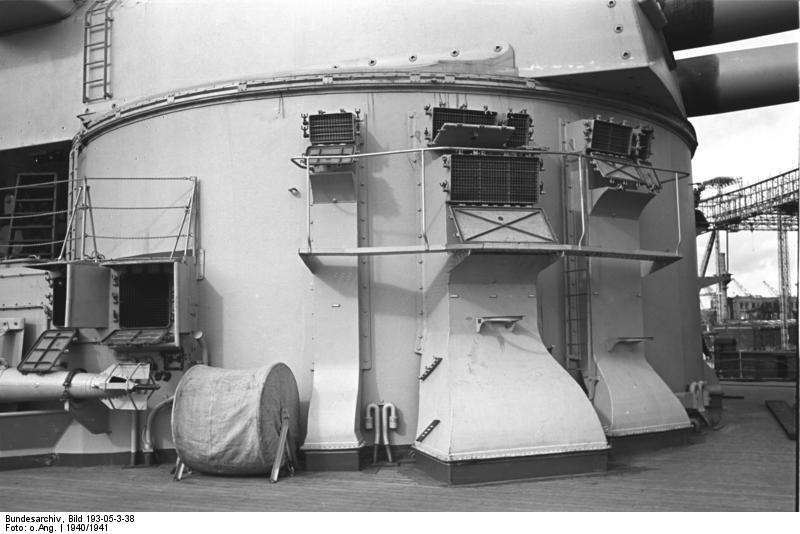
Барбет орудия, на одной из главных батарей линкора «Бисмарк» 1940 год.
Анимированная схема работы корабельной пушки на линкоре, с барбетом (8).
Барбет на англоязычной схеме орудий главного калибра, линкора «Айова», с орудиями 406 миллиметров.

## В воздухе

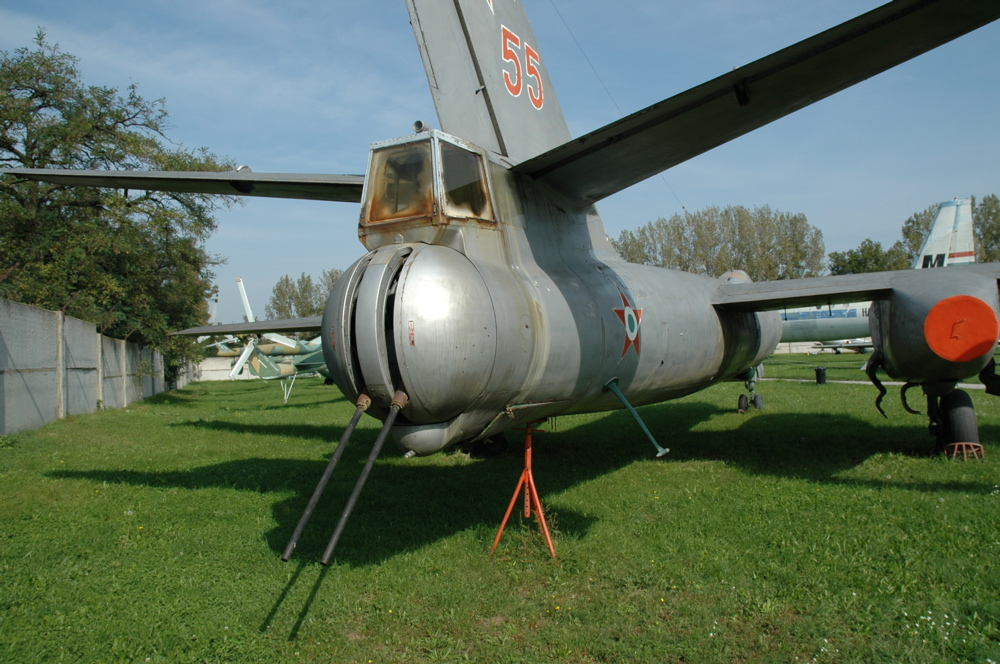
Спаренные пушки НР-23 в «барбете» Ил-28.

В применении к военному самолёту, барбет — место на самолёте, где пушка или пушки установлены так, что имеют ограниченный сектор обстрела по сравнению с турелью. Этот термин часто использовался в иностранных источниках для описания позиции заднего стрелка на бомбардировщиках, например, B-17.
В советской авиационной литературе термин применения не нашёл, так как классическим барбетом не являлся, а был кормовой турелью.